# Лопатіно (Невельський міський округ)
Лопатіно (рос. Лопатино) — село у Невельському міському окрузі Сахалінської області Російської Федерації.
Населення становить 10 осіб (2013).

## Історія
З 1905 по 3 вересня 1945 року у складі губернаторства Карафуто Японії, відтак у складі Невельського міського округу Сахалінської області.

## Населення
| 1925 | 1935 | 2002 | 2010 | 2013 |
| ---- | ---- | ---- | ---- | ---- |
| 782  | ↗851 | ↘33  | ↘11  | ↘10  |